# Богомил Шопов
Богомил Борисов Шопов е български политик от партията „Пиратска Партия“ и защитник на свободата в интернет.

## Биографични данни
Роден е на 22 декември 1974 година в град Шумен. През следващите няколко години живее в Русе и Габрово, където завършва основното си образование. Понастоящем живее в град Прага, Чехия.
Завършва средно образование в Русе и следва в школа за сержанти към Българската армия. Работи за армията в продължение на 5 години (Горна Оряховица, Банкя и Русе). От 2000 година започва професионално да се занимава с информационни технологии, прави уеб-сайтове и портали.
Понастоящем Шопов продължава да се занимава с технологии, както и с доста инициативи защитаващи правата за информираност, за защита на личното пространство и данни, и инициативи, подкрепящи свободата в много направления. През 2008 година става член-съосновател на българския клон на фондацията „Електронна граница“, която защитава правата на потребителите в интернет и използващи комуникационни услуги.
Участва в над 20 телевизионни предавания, включително по сутрешните блокове на БНТ и БТВ, както и в Шоуто на Милен Цветков и в предаването „Сеизмограф“ по БТВ по въпроси, свързани с човешките и потребителски права.
Бил е част от организационния екип на няколко протеста за цифрови права и за свободата на словото, сътрудничил е с Омбудсмана на Република България и с представители на политически партии и неправителствени организации.

## Политическа дейност
- През февруари 2010 напуска „Зелените“, за да стане учредител и по-късно член на Националния съвет на "Пиратска Партия“
- Участва на Парламентарните избори през 2009 година като водач на листа за Русе и Велико Търново и мажоритарен кандидат в листата на „Зелените“
- Участва на Избори за Европейски парламент през 2009 в листата на „Зелените“